# Chlorochadisra
Chlorochadisra is een geslacht van vlinders van de familie tandvlinders (Notodontidae), uit de onderfamilie Notodontinae.

## Soorten
- C. beltista (Tams, 1930)
- C. chlorchroa Kiriakoff, 1968
- C. chlorochroa Kiriakoff, 1968
- C. pinheyi Kiriakoff, 1975
- C. umbra (Kiriakoff, 1954)
- C. viridipulverea (Gaede, 1928)